# 테리 펑크

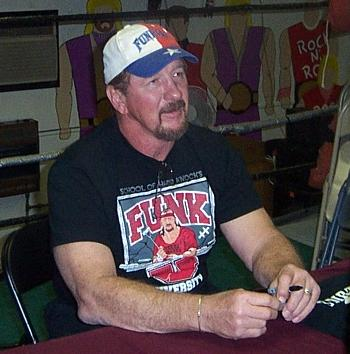
테리 펑크

테리 펑크(영어: Terry Funk, 1944년 6월 30일 ~ 2023년 8월 23일)는 미국의 프로레슬링 선수이다.

## 참여 작품

### 영화
- 챔피언 (1978년 영화)
- 오버 더 톱 (영화)
- 로드 하우스 (1989년 영화)
- 프라이데이 나이트 라이츠 (영화)

## 디스코그래피
- Texas Bronco (1983)
- Great Texan (1984)
- Tougher Than Shoe Leather (2018)